# Heterospilus annulicornis
Heterospilus annulicornis är en stekelart som först beskrevs av William Harris Ashmead 1894.  Heterospilus annulicornis ingår i släktet Heterospilus och familjen bracksteklar. Inga underarter finns listade i Catalogue of Life.